# فرانک اوز
فرانک اوز (انگلیسی: Frank Oz؛ زاده ۲۵ مهٔ ۱۹۴۴) یک کارگردان، و هنرپیشه اهل ایالات متحده آمریکا است. وی از سال ۱۹۶۳ میلادی تاکنون مشغول فعالیت بوده‌است.

## گزیده فیلمشناسی
از فیلم‌ها یا برنامه‌های تلویزیونی که وی در آن نقش داشته‌است می‌توان به آثار زیر اشاره کرد.
- فیلم ماپت‌ها (۱۹۷۹)
- برادران بلوز (فیلم) (۱۹۸۰)
- امپراتوری ضربه می‌زند (۱۹۸۰)
- گرگ‌نمای آمریکایی در لندن (۱۹۸۱)
- بلور تاریک (۱۹۸۲)
- سوپرمن ۳ (۱۹۸۳)
- بازگشت جدای (۱۹۸۳)
- اماکن تجاری (فیلم) (۱۹۸۳)
- مارپیچ (۱۹۸۶)
- لات‌های کثیف فاسد (فیلم) (۱۹۸۸)
- سرود کریسمس ماپت (۱۹۹۲)
- برادران بلوز ۲۰۰۰ (۱۹۹۸)
- جنگ ستارگان قسمت اول: تهدید شبح (۱۹۹۹)
- بوفینگر (۱۹۹۹)
- ماجراهای المو در گروچ‌لند (۱۹۹۹)
- امتیاز (فیلم) (۲۰۰۱)
- شرکت هیولاها (۲۰۰۱)
- جنگ ستارگان قسمت دوم: حمله کلون‌ها (۲۰۰۲)
- همسران استپفورد (فیلم ۲۰۰۴) (۲۰۰۴)
- جنگ ستارگان قسمت سوم: انتقام سیت (۲۰۰۵)
- مرگ در تشییع جنازه (۲۰۰۷)
- درون و بیرون (فیلم ۲۰۱۵) ()
- جنگ ستارگان: نیرو برمی‌خیزد (۲۰۱۵)
- گیلی هاپکینز بزرگ (۲۰۱۵)
- جنگ ستارگان: آخرین جدای (۲۰۱۷)
- سسمی استریت (۱۹۶۹–present)
- پخش زنده شنبه شب (۱۹۷۵–۱۹۷۶)
- سرخپوستی در قفسه(گنجه)